# HML-01
HML-01(Hyundae Maglev-01)은 기업 차원에서 자기부상열차 연구를 위해 개발한 무인 차량이다. 1985년 1월 기술 정립에 착수해, 1988년 7월 제작에 돌입했고, 1989년 6월 완성했다.

## 현황
- 1편성만이 제작되었다. 회사 차원에서 기술 개발용으로 제작되었으므로, 현재는 폐차된 것으로 추정된다.